# Diethylzinek
Diethylzinek (zkráceně DEZ) je organická sloučenina se vzorcem (C2H5)2Zn, jedná se o vysoce samozápalnou organozinečnatou sloučeninu obsahující centrum tvořené atomem zinku, na nějž jsou navázány dvě ethylové skupiny. Používá se jako reaktant v organické chemii; dostupný je jak jako roztok v hexanu, heptanu či toluenu, tak i v čisté podobě jako bezbarvá kapalina.

## Příprava a výroba
Edward Frankland popsal v roce 1848 přípravu této sloučeniny z kovového zinku a jodethanu, jednalo se o první známou organozinečnatou sloučeninu. Přípravu poté vylepšil použitím diethylrtuti jako výchozího materiálu. V současnosti se vyrábí reakcí směsi jodethanu a bromethanu v molárním poměru 1 : 1 za přítomnosti slitiny zinku a mědi jako zdroje reaktivního zinku.

## Struktura
Diethylzinek krystalizuje v tetragonální bazálně centrované elementární buňky s grupami symetrie typu I41md. V pevném skupenství jsou Zn centra téměř lineární. Délka vazeb Zn-C činí 194,8(5) pm, vazebné úhly C-Zn-C mají hodnoty 176,2(4)°. Plynná fáze vykazuje obdobné vzdálenosti Zn-C (195,0(2) pm).

## Použití
I přesto, že se snadno samovznítí, tak je diethylzinek významným reaktantem. Používá se v organické syntéze jako zdroj ethylových karboaniontů při adicích na karbonylové skupiny a asymetrických adicích ethylových skupin na benzaldehyd a iminy.
Navíc může sloužit společně s dijodmethanem jako složka Simmonsova–Smithova činidla k přeměně alkenů na cyklopropylové sloučeniny. Je slabším nukleofilem než alkyllithná a Grignardova činidla, a používá se tak v případech, kdy je potřeba „mírnější“ nukleofil.
Tato sloučenina má také široké využití v materiálové chemii jako zdroj zinku při přípravě nanočástic, například slouží k tvorbě vrstev sulfidu zinečnatého na kvantových tečkách.
V polymerní chemii jej lze použít jako část katalyzátoru pro živé polymerizace.
Diethylzinek má i nechemická využití. Vzhledem k rychlé reakci se vzduchem byl používán jako krátkodobé samozápalné raketové palivo, které se při styku s oxidačním činidlem zapálí, takže k zapálení paliva nebyl potřebný zdroj jisker. Diethylzinek byl také zkoumán jako možný prostředek k odkyselování knih. Páry diethylzinku mohou neutralizovat pozůstatky kyselin v papíru, přičemž zanechávají mírně zásaditý oxid zinečnatý. Postup nakonec nebyl zaveden kvůli řadě nežádoucích projevů, například několika výbuchům při styku stopových množství diethylzinku s vodní parou.
K protikorozní ochraně lehkovodních jaderných reaktorů se používá oxid zinečnatý ochuzený o 64Zn, vyráběný průchodem diethylzinku obohacovací odstředivkou.
Samozápalnost diethylzinku lze využít k otestování inertní atmosféry v rukavicovém boxu. Při i velmi nízkých koncentracích kyslíku začne otevřená láhev diethylzinku dýmat.

## Bezpečnost
Diethylzinek nebezpečně reaguje s vodou a na vzduchu je samozápalný, měl by tak být skladován v inertním prostředí.